# 牙齒治療史
牙齒治療史（history of dental treatments）的討論範圍僅限於1981年之前的歷史。關於植入物技術，醫學名詞 "骨整合"(osseointegration) 於1981年開始，廣被醫學界使用。

## 植牙

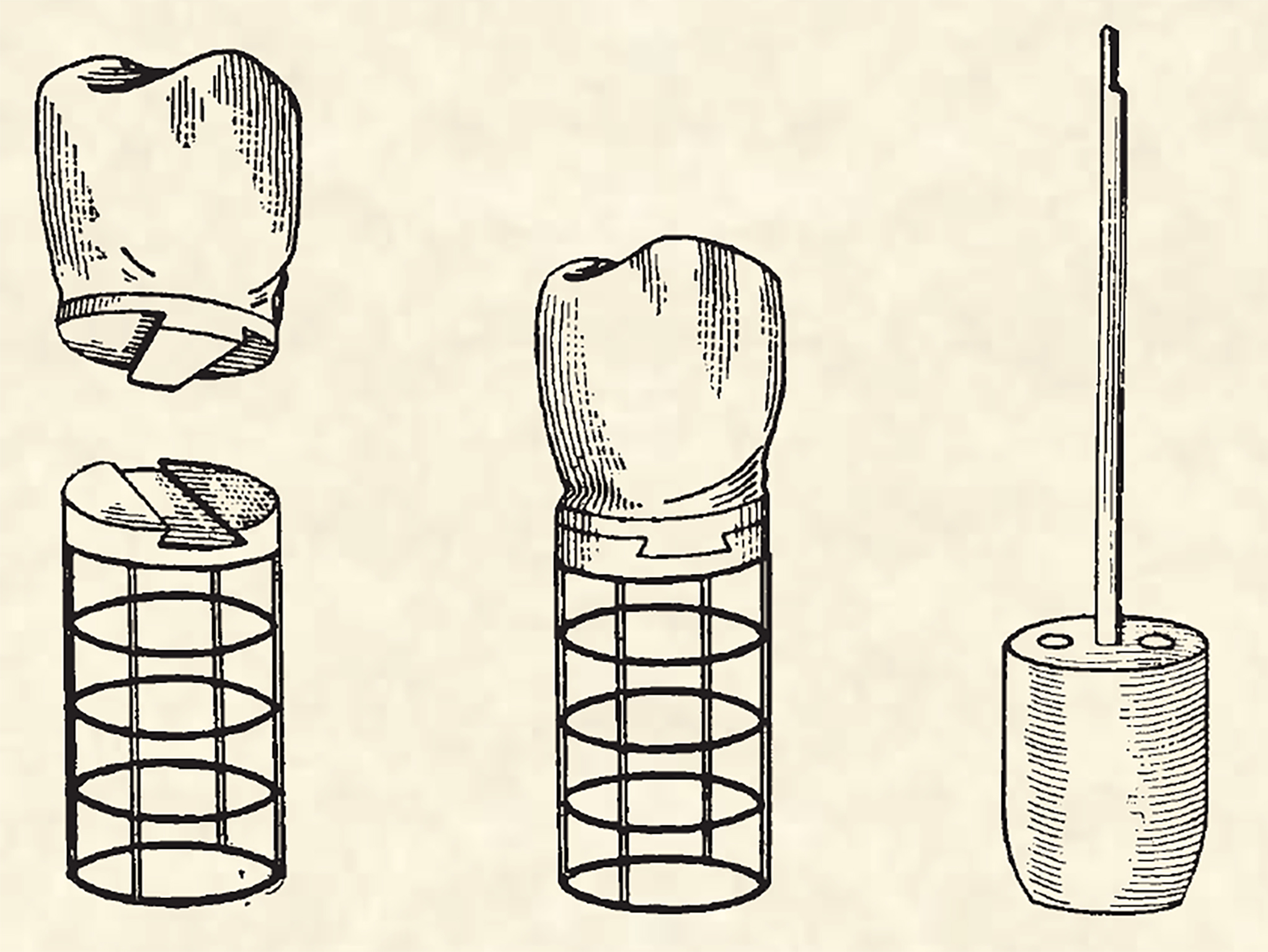
1913年的植牙設計圖

據考古學家的研究，中國古代(4千年前)已經開始用竹釘來代替缺失的牙齒，2千年前的埃及木乃伊使用象牙，玛雅人在公元5世紀使用貝殼來代替門牙，具美觀作用及實際功用。
約於1950年代，英美科研人員開始用鈦製作植入物，來代替缺失的牙齒。  約於1960年代，也有人用陶瓷器製作植入物，但因為易碎，最終沒有被廣泛使用。

## 假牙

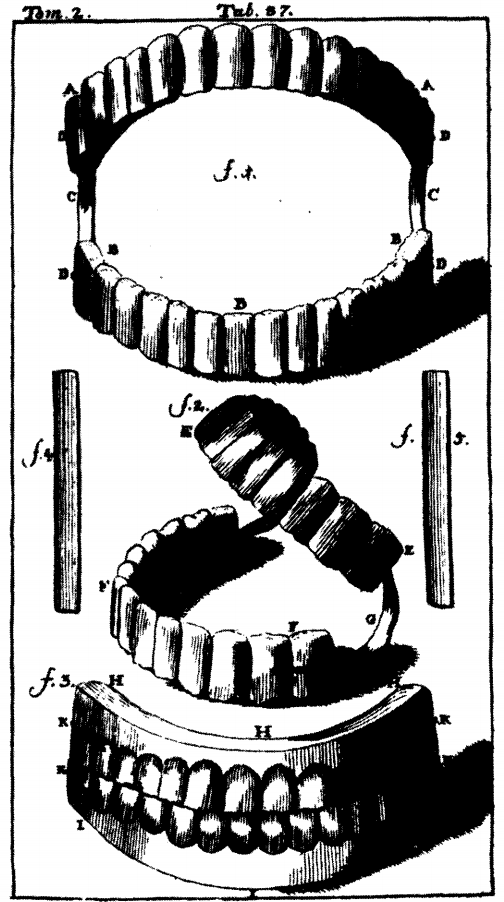
1728年的假牙設計圖

在公元前7世紀，假牙的物料是用人類的牙及動物的牙及金製作而成，羅馬人在公元前5世紀借用了這個技術。
據歷史學家的分析，乔治·华盛顿可能是因為服食氧化汞(因年幼時生病)而導致掉牙。